# نيلسون ساردينها
نيلسون ساردينها مواليد 28 يونيو 1966 في لواندا، هو لاعب كرة سلة أنغولي معتزل. لعب في الدوري الأنغولي لكرة السلة كلاعب وسط. مثّل منتخب بلاده. شارك في دورة الألعاب الأولمبية الصيفية سنة 1992. حقق المركز الأول في بطولة أمم أفريقيا لكرة السلة 1989.

## الميداليات
| الميدالية | المسابقة                          |
| --------- | --------------------------------- |
| ذهبية     | بطولة أمم أفريقيا لكرة السلة 1989 |
| ذهبية     | بطولة أمم أفريقيا لكرة السلة 1992 |
| ذهبية     | بطولة أمم أفريقيا لكرة السلة 1993 |
| ذهبية     | بطولة أمم أفريقيا لكرة السلة 1995 |

## روابط خارجية
- نيلسون ساردينها على موقع الاتحاد الدولي لكرة السلة (الإنجليزية)
- نيلسون ساردينها على موقع ريلجم (الإنجليزية)
- نيلسون ساردينها على موقع بروبوليرز (الإنجليزية)
- نيلسون ساردينها على موقع سبورتس رفرنس (الإنجليزية)
- نيلسون ساردينها على موقع اللجنة الأولمبية الدولية (الإنجليزية)
- نيلسون ساردينها على موقع أوليمبيديا (الإنجليزية)